# Хиромантия

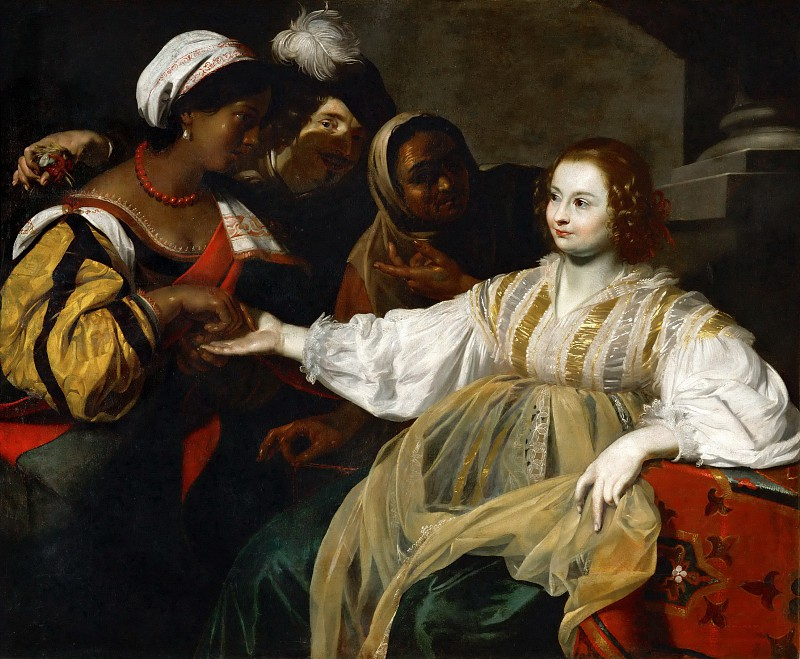
Цыганка-предсказательница, гадающая по руке, запечатленная на полотне Николя Ренье. Франция, 1620—1622 год (Другие произведения искусства по теме)

Хирома́нтия (от др.-греч. χείρ «рука» + μαντεία «гадание; пророчество») — одна из древнейших систем гадания об индивидуальных особенностях человека, чертах его характера, пережитых им событиях и его грядущей судьбе по кожному рельефу ладоней — папиллярным и особенно флексорным линиям, а также холмам на ладони и по внешнему виду руки. Не имеет научного подтверждения, носит характер псевдонауки.

## Область деятельности
Как область деятельности хиромантия, а также астрология, гадание и эзотерика, Международному кодификатору профессий и специальностей, относятся к сфере «персональных услуг».
Хиромантия, наряду с эзотерикой, парапсихологией, астрологией, биоэнергетикой и другими подобными учениями, не признана как наука научным сообществом. В наши дни большинство учёных причисляют хиромантию к псевдонаукам. С точки зрения религиоведения хиромантия представляет собой оккультное учение.

## Историческая справка
Научной психологией хиромантия неизменно отвергалась, однако изучение пальцевых узоров дало толчок к возникновению новой отрасли знания — дерматоглифики.

### Институты хиромантии
В Мумбаи (Индия) существует Национальный Индийский университет, в котором преподаётся хиромантия. В г. Монреаль (Канада) с 1940 года открыта и существует «Национальная академия хиромантии», где может обучаться любой желающий. Первые упоминания о хиромантии пришли из Древней Индии, где она какое-то время являлась частью официальной культуры и религии. В Средние века хиромантия была очень распространена, считалась одной из основных наук и преподавалась в ведущих европейских вузах того времени, за исключением Англии, где хиромантов приравнивали к еретикам и сжигали на костре.

### Связь с другими оккультными учениями
Хиромантия связана с другими подобными ей оккультными учениями. Так, согласно учению хиромантии, на руках человека имеются бугры, каждый из которых соответствует одной из семи известных с древности планет, каждый палец также соответствует одной из семи планет. Некоторые считают, что хиромантия является не самостоятельным оккультным учением, а всего лишь частью псевдонауки физиогномики. Руническая хиромантия обнаруживает связь с каббалой через руническую хиромантию.

### Западная и восточная хиромантия
Западная и восточная (Хаст самудри) хиромантия используют различный подход к чтению линий на ладонях.
В восточной хиромантии линии на руках являются отображением гороскопа Джьотиша, и полностью повторяют натальную карту человека.
Линии называются именами планет, а их комбинации соответствуют соединениям планет в домах в натальной карте Джьотиша.  Знание о Хаст самудри базируется на таких священных текстах индуизма на санскрите как Гаруда-пурана.

В соответствии с древними текстами, оставленными великими Риши, специалист по Хаст самудри, должен хорошо разбираться в астрологии Джьотиша. Любое предсказание должно основываться не только на изучении ладоней, но и гороскопе. Ладони детей можно осматривать только после того, как им исполнится четырнадцать лет. А обладатель этого знания должен практиковать йогу и вести чистую и духовную жизнь.

## Известные хироманты

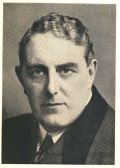
Луис Хамон, Хейро (1866—1936)

Самым первым исследователем хиромантии, оставившим письменный труд по данной отрасли знаний, был древнегреческий философ и учёный Аристотель, который, как гласит предание, подарил свою работу, изготовленную из золота, царю Александру Македонскому (труд датирован ок. 350 годом до нашей эры). После этого самостоятельные письменные источники по хиромантии остаются неизвестными вплоть до конца Эпохи Средневековья.
Одним из самых первых анонимных писателей-компиляторов хиромантической мысли был некий Иоанн Философ, который сам представлялся как Симон Ширингам и составил одноимённый сборник. Названный сборник использовался многими последующими хиромантами как базис для изучения. Сборник, как полагают, был составлен в Эпоху Средневековья (см. Полная хиромантия Иоанна Философа в книге Кухня ведьм: Полезные тайны/Пер. с лат. Д. Захаровой и Е. Занеевой, СПб.:Издательский Дом «Азбука-Классика», 2009. — С. 403—444). Рисунки из Полной хиромантии Иоанна Философа представлены на диске-альбоме группы «Enigma» «The Greatest Hits», выпущенном в 2001 г. звукозаписывающими компаниями «Virgin Schallplatten GmbH & Co.KG».
Ещё одним выдающимся европейским хиромантом был Адольф де Бароль (Франция), который по профессии был художником. Под руководством оккультиста Элифаса Леви А. де Бароль изучал каббалу. Э. Леви посоветовал А. де Баролю изучать хиромантию, в результате чего последний написал книгу «Тайны руки» (издана в 1860 г.), в которой растолковывались значения линий на руке, приводились история хиромантии и её связи с другими эзотерическими науками. Эта книга стала одним из важных системных изложений учения хиромантии. В 1879 г. А. де Бароль изобрёл технику оттиска ладони человека. Это нововведение впоследствии активно используется хиромантами по всему миру. А. де Бароль также сделал следующее важное открытие: на одной ладони линии всё время меняют свою форму, проявляются и исчезают.
Одним из самых известных хиромантов был Луис Хамон (1866—1936). Он родился в Ирландии и его настоящее имя было Уильям Джон Варнер, также он известен как Хейро (Хиро). Хейро с ранних лет начал практиковать хиромантию. Он якобы предсказал Николаю II и царской семье — гибель, судьбу Оскара Уальда, жизнь английского короля Георга IV, мученическую смерть Григория Распутина, взлёты и падения в жизни Марка Твена. Луис Хамон писал книги, многие из них сохранились до наших дней, например — «Вы и Ваша рука», «Язык руки». Как упомянуто в его мемуарах, Хейро научился хиромантии и приобрел мастерство в Индии под руководством одного брахмана, который привёл его к себе в деревню и там со временем ему была дана возможность читать древнюю книгу про хиромантию.
В современной России хиромантия приобрела популярность в начале 90-х годов XX века. Стали печататься книги, статьи, различные материалы по хиромантии.
Наиболее известными в XX веке были такие хироманты, как Вильям Бенхам (США), С. К. Сен (Индия), Джон Сен-Жермен (Франция), Ноэль Жакуин (США), Шарлотта Вульф (Англия), Эндрю Фитцгерберт (США), Питер Уэст (США) и многие другие.

## В искусстве
"Хиромант" -  российский десятисерийный остросюжетный телефильм режиссёра Антона Борматова, снятый в 2005 году по мотивам одноимённого романа Сергея Кириенко.
"Пальмистри" - фильм художницы и режиссёра Мария Лассниг, где хиромант предсказывает актерский успех дочери героини.
"Сказание о Дне и Ночи" - повесть Марии Михайловой, где герои владеют хиромантией.